# Christa Dichgans
Christa Dichgans (née le 6 avril 1940, morte le 14 juillet 2018) est une peintre allemande, associée au mouvement pop art.

## Biographie
Née à Berlin en 1940 et élevée à Düsseldorf, elle étudie à l'École d'art de Berlin et à la German National Academic Foundation (Studienstiftung des Deutschen Volkes). En 1966 elle se rend à New York, puis revient en Europe à Rome l'année suivante, où elle séjourne à la Villa Romana. À partir de 1972 elle vit à Berlin et à La Haute Carpénée dans le sud de la France. Entre 1984 et 1988 elle est l'assistante de Georg Baselitz à Berlin.

## Œuvre
Son œuvre est marquée à ses débuts par une fascination pour l'accumulation, conséquence de la société de consommation. Son graphisme change dans les années 1980 et devient plus « torturé ».

## Expositions
À partir de 1967 ses œuvres ont fait l'objet de nombreuses expositions à Berlin, Frankfort, New York, Paris, Venise, Buenos Aires, Zurich, Moscou, ainsi qu'aux États-Unis. Elle expose pour la première fois seule à Berlin en 1972. En 2010-2011 elle était une des neuf femmes faisant partie de l'exposition « Power Up » à Vienne. 
En 2022, elle est exposée pour la première fois dans une galerie française, la Galerie Raphael Durazzo, située à Paris. 
Ses œuvres font partie de collections publiques à Berlin, Würzburg et à Bonn.